# Lerkendal Stadion
Lerkendal Stadion je víceúčelový stadion sloužící zejména pro fotbal v norském městě Trondheim. Využívá se především pro fotbalová utkání místního klubu Rosenborg BK. Kapacita stadionu je 21 405 diváků. Kromě toho stadion slouží jako kulturní zařízení s možností pořádání koncertů. Tento stadion využívá při koncertních turné mnoho zpěváků a hudebníků.

## Historie
Stavba stadionu byla plánována v roce 1933, ale teprve po druhé světové válce v roce 1947 byl stadion postaven a otevřen 10. srpna 1947 jako fotbalový a atletický stadion. V letech 1961 až 1963 byly postaveny nové tribuny se střechou a v roce 1968 byl stadion renovován a vybaven světlomety.
Stadion prošel renovací během roku 1995 a 1996, kdy byla postavena východní tribuna s VIP boxy a výhradně se sedadly. V letech 2000 až 2002 byl stadion přestavěn na čistě fotbalový stadion. Běžecké dráhy byly odstranění a tři ze čtyř tribun byly obnoveny a rozšířeny. Stadion pořádal Superpohár UEFA 2016.